# Печівська сільська рада
Пе́чівська сільська́ ра́да — адміністративно-територіальна одиниця та орган місцевого самоврядування в Борзнянському районі Чернігівської області. Адміністративний центр — село Печі.

## Загальні відомості
- Територія ради: 41,68 км²
- Населення ради: 978 осіб (станом на 2001 рік)

Печівська сільська рада зареєстрована 1919 року. Стала однією з 26-ти сільських рад Борзнянського району і одна з 16-ти, яка складається більше, ніж з одного населеного пункту.

## Населені пункти
Сільській раді підпорядковані населені пункти:
- с. Печі (577 осіб)
- с. Пам'ятне (401 особа)

## Освіта
На території сільради діє Берестовецька ЗОШ I-III ст.

## Склад ради
Рада складається з 12 депутатів та голови.
- Голова ради: Денисенко Юрій Іванович
- Секретар ради: Манойленко Віра Василівна

### Керівний склад попередніх скликань
| Прізвище, ім'я, по батькові | Основні відомості                                                         | Дата обрання | Дата звільнення |
| --------------------------- | ------------------------------------------------------------------------- | ------------ | --------------- |
| Денисенко Юрій Іванович     | Сільський голова, 1965 року народження, освіта вища, член Народної партії | 26.03.2006   | 31.10.2010      |
| Денисенко Юрій Іванович     | Сільський голова, 1965 року народження, освіта вища, член Народної партії | 31.10.2010   |                 |

Примітка: таблиця складена за даними сайту Верховної Ради України

### Депутати
За результатами місцевих виборів 2010 року депутатами ради стали:

#### За суб'єктами висування
| Суб'єкт висування                                       | Кількість обраних депутатів | %    |
| ------------------------------------------------------- | --------------------------- | ---- |
| Партія регіонів                                         | 7                           | 58,3 |
| Народна партія                                          | 2                           | 16,7 |
| Політична партія Всеукраїнське об'єднання «Батьківщина» | 2                           | 16,7 |
| Комуністична партія України                             | 1                           | 8,3  |

#### За округами
| № округу                                                | Прізвище, ім'я, по батькові    | Дата визнання обраним | Освіта  | Партійна приналежність                        | Відомості про обраного депутата                       |
| ------------------------------------------------------- | ------------------------------ | --------------------- | ------- | --------------------------------------------- | ----------------------------------------------------- |
| Комуністична партія України                             |                                |                       |         |                                               |                                                       |
| 9                                                       | Федоренко Валерій Михайлович   | 02.11.2010            | середня | позапартійний                                 | Конотопська ДКП-ЗЗ, машиніст автомотриси              |
| Народна Партія                                          |                                |                       |         |                                               |                                                       |
| 2                                                       | Божок Олексій Ігнатович        | 02.11.2010            | середня | член Народної партії                          | пенсіонер                                             |
| 5                                                       | Бойко Микола Іванович          | 02.11.2010            | середня | член Народної партії                          | пенсіонер                                             |
| Партія регіонів                                         |                                |                       |         |                                               |                                                       |
| 1                                                       | Нога Парасковія Іванівна       | 02.11.2010            | вища    | член Партії регіонів                          | ПП «Рассвєт», головний зоотехнік                      |
| 3                                                       | Лемещенко Оксана Володимирівна | 02.11.2010            | середня | позапартійна                                  | Печівська с/р, касир                                  |
| 6                                                       | Плюта Тетяна Сергіївна         | 02.11.2010            | вища    | позапартійна                                  | Печівська с/р, землевпорядник                         |
| 7                                                       | Манойленко Віра Василівна      | 02.11.2010            | вища    | позапартійна                                  | Печівська с/р, секретар                               |
| 8                                                       | Костюк Віктор Іванович         | 02.11.2010            | вища    | позапартійний                                 | Ніжинське видавництво «Аспетполіграф», електромеханік |
| 11                                                      | Шешеня Надія Анатоліївна       | 02.11.2010            | вища    | позапартійна                                  | Конотопська ДЗП ст. Крути, началь ник станції         |
| 12                                                      | Костюк Олексій Мартинович      | 02.11.2010            | середня | позапартійний                                 | пенсіонер                                             |
| Політична партія Всеукраїнське об'єднання «Батьківщина» |                                |                       |         |                                               |                                                       |
| 4                                                       | Дубовик Віталій Михайлович     | 02.11.2010            | вища    | член Всеукраїнського об'єднання «Батьківщина» | Печівський СБК, директор                              |
| 10                                                      | Максименко Анатолій Михайлович | 02.11.2010            | середня | член Всеукраїнського об'єднання «Батьківщина» | Конотопська ДКП-ЗЗ, робітник                          |